# Evangelische Kirche (Burscheid)

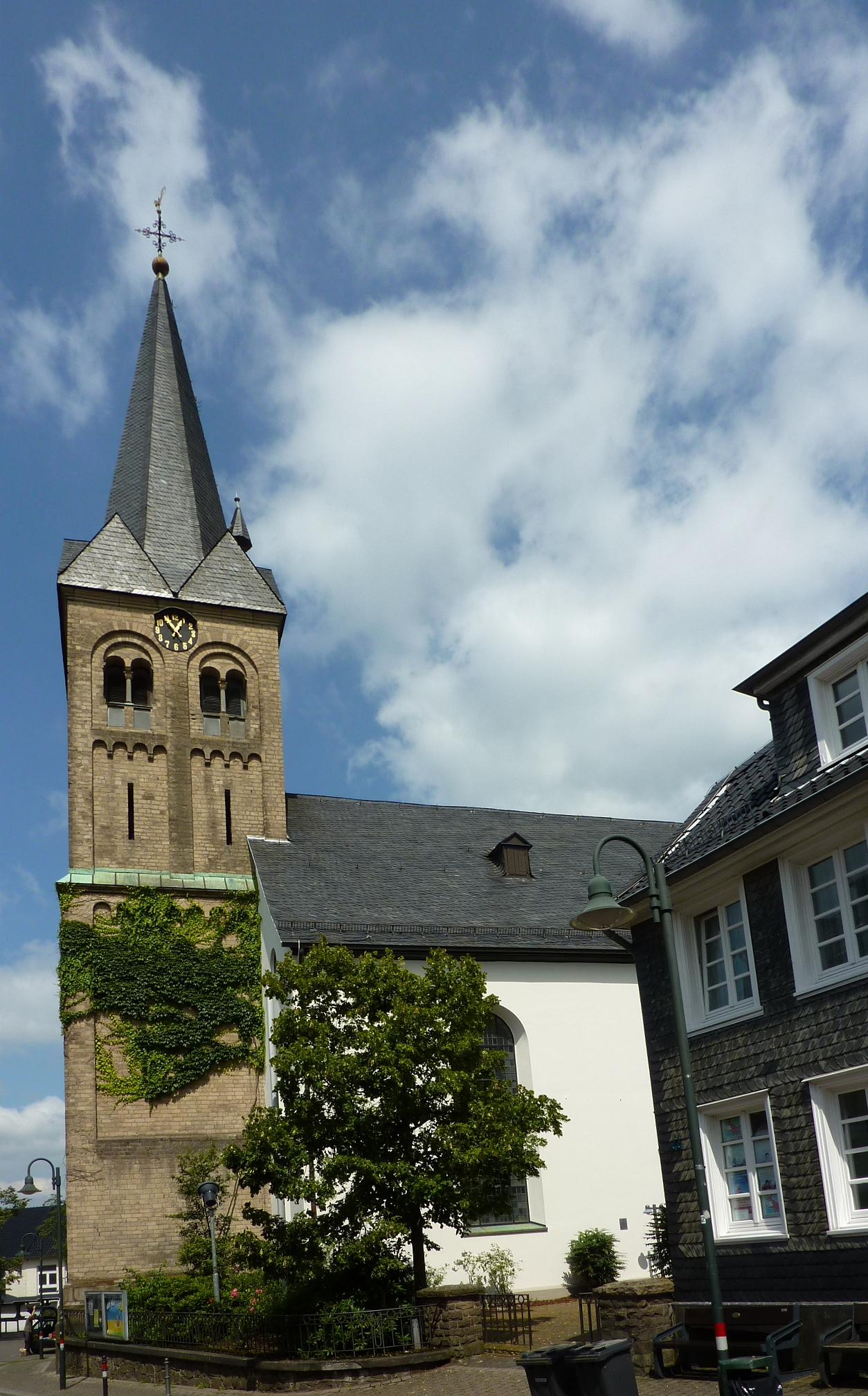
Blick zum Turm

Die Evangelische Kirche ist eine barocke Kirche in der Stadt Burscheid (Rheinisch-Bergischer Kreis) in Nordrhein-Westfalen. Die Kirchengemeinde Burscheid gehört zum Kirchenkreis Leverkusen der Evangelischen Kirche im Rheinland.

## Geschichte
Der Vorgängerbau der heutigen Evangelischen Kirche trug das Patrozinium des heiligen Laurentius und war ab 1287 dem Kölner Gereonsstift inkorporiert. Die Reformation wurde 1570 an der Kirche eingeführt, als die Gemeinde evangelisch wurde.
1767 bis 1769 wurde das Langhaus der Kirche als barocker Saalbau im Stil einer Predigtkirche neu errichtet. Altar, Kanzel und Orgel sind übereinander angeordnet. Der Kirchturm, der auf das 11. Jahrhundert zurückging, wurde 1845 niedergelegt und 1871/72 durch einen neoromanischen Neubau ersetzt. In das alte Orgelgehäuse wurde 1969 eine neue Orgel der Berliner Firma Schuke mit 1484 Pfeifen und 22 Registern eingebaut.